# Chilodes grisea
Chilodes grisea là một loài bướm đêm trong họ Noctuidae.